# Edith Hall
Edith May Hall (Birmingham, 4 marzo 1959) è una grecista britannica.

## Biografia
Edith Hall è nata nel sobborgo di Edgbaston, Birmingham, nel 1959, terza e ultima figlia del pastore anglicano Stuart Hall e della casalinga Brenda Henderson. Dopo gli studi superiori a Nottingham, ha studiato lettere classiche al Wadham College, conseguendo la laurea nel 1982, per poi rimanere all'Università di Oxford fino alla fine del dottorato di ricerca, conseguito nel 1988 presso il St Hugh's College. L'anno seguente la Oxford University Press ha pubblicato la sua tesi revisionata, Inventing the Barbarian, un influente studio sugli stereotipi degli antichi greci nei confronti di coloro che ritenevano barbari e, in particolare, i persiani. 
Dopo la fine degli studi è stata assegnista di ricerca al New Hall dell'Università di Cambridge fino al 1989 e, dopo una breve parentesi al Magdalen College, è stata lettrice di lettere classiche all'Università di Reading dal 1990 al 1995. Successivamente ha insegnato al Somerville College fino al 2001, anno in cui ha cominciato a lavorare all'Università di Durham come professoressa di letteratura e cultura greca. Dal 2006 al 2011 è stata capo dipartimento della facoltà di lettere classiche della Royal Holloway; ha rassegnato le proprie dimissioni nel 2011 dopo aver guidato con successo una campagna mediatica per evitare tagli al budget o la chiusura del dipartimento. Successivamente ha insegnato al King's College London fino al 2022, anno in cui è stata eletta fellow della British Academy ed è tornata al dipartimento di lettere classiche dell'Università di Durham.
Studiosa del teatro greco e, in particolare, della tragedia, nel 1994 ha curato un'edizione dell'Antigone, Edipo re ed Elettra per Oxford World's Classics. Tra il 1996 e il 2003 ha curato le edizioni della stessa casa editrice di tutte e diciannove le tragedie di Euripide, scrivendo le introduzioni a ciascuna di esse; avrebbe poi proseguito gli studi su Euripide pubblicando nel 2013 la monografia Adventures with Iphigenia in Tauris, in cui ha rintracciato l'influenza culturale di Ifigenia in Tauride nella cultura classica fino al periodo imperiale.
Nel 1996, mentre insegnava a Oxford, ha co-fondato con Oliver Taplin l'Archive of Performances of Greek and Roman Drama, incentrato sullo studio della messa in scena di opere del teatro classico dall'antichità al presente. Esperta di storia culturale e classical reception, ha studiato l'impatto del teatro classico nella cultura moderna e contemporanea, inizialmente concentrandosi sul teatro inglese dal XVII a XX secolo e poi focalizzandosi sulla ricezione popolare della cultura greca e sull'impatto del mondo antico su autori contemporanei, tra cui Tony Harrison. Inoltre ha scritto una storia culturale dell'Odissea e nel 2024 ha pubblicato Facing Down the Furies, edito dalla Yale University Press, in cui mescola lo studio della rappresentazione del suicidio nella tragedia greca con la storia della propria famiglia.

## Opere (parziale)
- (EN) Inventing the Barbarian: Greek Self-Definition through Tragedy, Oxford University Press, 1989, ISBN 978-0198147800.
- (EN) Greek Tragedy & the British Theatre 1660-1914, con Fiona Macintosh, Oxford University Press, 2005, ISBN 978-0198150879.
- (EN) The Theatrical Cast of Athens: Interactions between Ancient Greek Drama and Society, Oxford University Press, 2006, ISBN 978-0199298891.
- (EN) The Return of Ulysses: A Cultural History of Homer’s Odyssey, IB Tauris & Johns Hopkins University Press, 2008, ISBN 9780857718303.
- (EN) Greek Tragedy: Suffering under the Sun, Oxford University Press, 2010, ISBN 978-0199232512.
- (EN) Adventures with Iphigenia in Tauris: A Cultural History of Euripides' Black Sea Tragedy, Oxford University Press, 2012, ISBN 978-0195392890.
- (EN) Introducing the Ancient Greeks: From Bronze Age Seafarers to Navigators of the Western Mind, W. W. Norton & Company, 2014, ISBN 978-0393351163.
  -  Gli antichi Greci e l'invenzione della cultura, traduzione di Luigi Giacone, Einaudi, 2022, ISBN 9788806254698.
- (EN) Aristotle's Way: How Ancient Wisdom Can Change Your Life, 978-0393351163, 2018, ISBN 9781473545854.
  -  Il metodo Aristotele, traduzione di Duccio Sacchi, Einaudi, 2019, ISBN 9788806233716.
- (EN) A People’s History of Classics: Class and Greco-Roman Antiquity in Britain 1689-1939, con Henry Stead, Routledge, 2020, ISBN 978-0367432362.
- (EN) Tony Harrison: Poet of Radical Classicism, Bloomsbury, 2021, ISBN 978-1474299336.
- (EN) Facing Down the Furies: Suicide, the Ancient Greeks, and Me, Yale University Press, 2024, ISBN 978-0300273533.
- (EN) Epic of the Earth: Reading Homer’s "Iliad" in the Fight for a Dying World, Yale University Press, 2025, ISBN 978-0300275582.